# 1753 w polityce

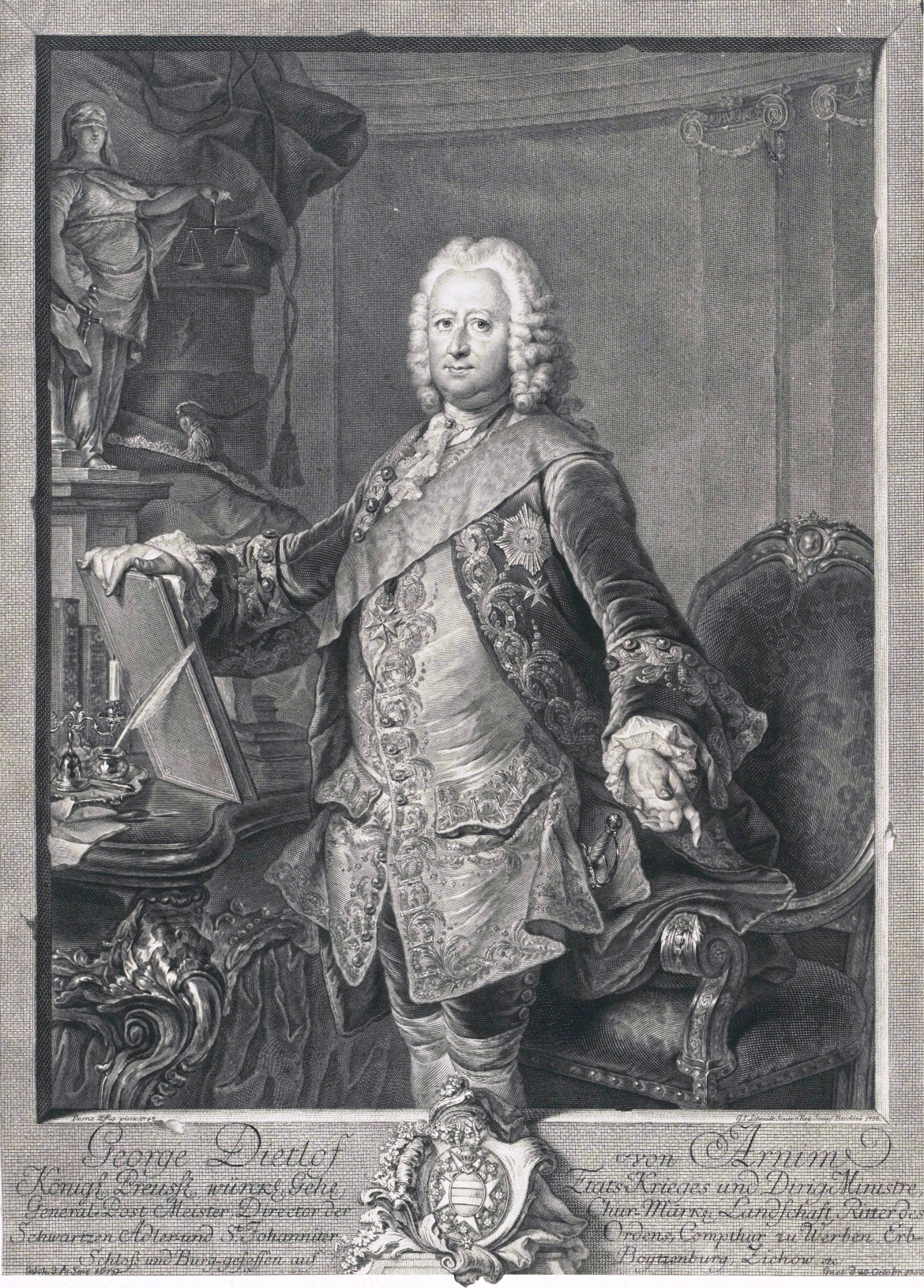
Georg Dietloff von Arnim-Boitzenburg

Wydarzenia polityczne w 1753 roku.

## Zmarli
- 20 października Georg Dietloff von Arnim-Boitzenburg, pruski prawnik i polityk[1].